# Trézelles
 Trézelles  là một xã ở tỉnh Allier thuộc miền trung nước Pháp.